# یواس‌اس سیلورستاین (دی‌ئی-۵۳۴)
یواس‌اس سیلورستاین (دی‌ئی-۵۳۴) (به انگلیسی: USS Silverstein (DE-534)) یک کشتی بود که طول آن ۳۰۶ فوت (۹۳ متر) بود. این کشتی در سال ۱۹۴۳ ساخته شد.